# سامیتویو (واشینگتن)
سامیتویو (به انگلیسی: Summitview) یک منطقهٔ مسکونی در ایالات متحده آمریکا است که در شهرستان یاکیما، واشینگتن واقع شده‌است. سامیتویو ۶٫۷ کیلومتر مربع مساحت و ۹۶۷ نفر جمعیت دارد و ۳۸۹ متر بالاتر از سطح دریا واقع شده‌است.